# Dialog
dialog es una aplicación utilizada en scripts de shell que muestra widgets de interfaz de usuario de texto.Utiliza la biblioteca curses o ncurses. Este último proporciona a los usuarios la posibilidad de utilizar un ratón, por ejemplo, en un xterm.
Fue creado por Savio Lam (la primera versión 0.3 fue en el año 1994).
Posteriormente tuvo varias modificaciones. Desde 1999 ha sido mantenido y reescrito por Thomas Dickey.
Existe al menos una bifurcación para el sistema operativo FreeBSD desde finales de 1994.
Hay varios programas inspirados en dialog; no todos leen los mismos scripts. Los más conocidos son Xdialog y whiptail

## Ejemplos de uso
Para poner un mensaje en pantalla hasta que el usuario pulse enter:
```
 
dialog
 
--title
 
"Título"
 
--msgbox
 
"Hola Mundo"
 
0
 
0

```

Para responder preguntas con respuesta SI/NO  si la respuesta es SI devuelve 0 si la respuesta es NO devuelve 1:
```
 
dialog
 
--title
 
"Titulo"
  
--yesno
 
"¿Te gusta el color azul?"
 
0
 
0

```

Muestra información en pantalla durante 4 segundos:
```
 
dialog
 
--infobox
 
"Espera 4 segundos"
 
0
 
0
 
;
 
sleep
 
4

```